# Lagartera
Lagartera è un comune spagnolo di 1 503 abitanti situato nella comunità autonoma di Castiglia-La Mancia.